# Emma triangula
Emma triangula är en mossdjursart som beskrevs av Roxanne Irene Hastings 1939. Emma triangula ingår i släktet Emma och familjen Candidae. Inga underarter finns listade i Catalogue of Life.